# 2. divisjon 2019 (football americano norvegese)
La 2. divisjon 2019 è la 27ª edizione del campionato di football americano di secondo livello, organizzato dalla NAIF.

## Squadre partecipanti
| Club                    | Città       | Stadio | Sponsor ufficiale | Risultato nella stagione 2018 |
| ----------------------- | ----------- | ------ | ----------------- | ----------------------------- |
| Ålesund Phoenix         | Ålesund     |        |                   |                               |
| Åsane Seahawks          | Bergen      |        |                   |                               |
| Fredrikstad Kings       | Fredrikstad |        |                   |                               |
| Gjøvik Swans            | Gjøvik      |        |                   |                               |
| Haugesund Hurricanes    | Haugesund   |        |                   |                               |
| Kolbotn Hunters         | Oppegård    |        |                   |                               |
| Lillestrøm Starfighters | Lillestrøm  |        |                   |                               |
| NTNUI Nidaros Domers    | Trondheim   |        |                   |                               |
| Oslo Vikings 2          | Oslo        |        |                   |                               |
| Sand Falcons            | Ullensaker  |        |                   |                               |
| Tønsberg Raiders        | Tønsberg    |        |                   |                               |

## Stagione regolare

### Calendario

#### 1ª giornata
| Gjøvik 13 aprile 2019, ore 14:00 | Gjøvik Swans | 42 – 6 | Ålesund Phoenix | Vind Idrettsplass |

| Åsane 13 aprile 2019, ore 14:00 | Åsane Seahawks | 14 – 12 | Kolbotn Hunters | Rollan |

| Haugesund 13 aprile 2019, ore 14:00 | Haugesund Hurricanes | 6 – 12 | Sand Falcons |  |

| Oslo 14 aprile 2019, ore 14:00 | Oslo Vikings 2 | 36 – 38 | Lillestrøm Starfighters | Frogner Stadion |

#### 2ª giornata
| Fredrikstad 27 aprile 2019, ore 14:00 | Fredrikstad Kings | 8 – 34 | NTNUI Nidaros Domers | Kongstenbanen |

| Haugesund 27 aprile 2019, ore 14:00 | Haugesund Hurricanes | 34 – 40 | Tønsberg Raiders |  |

| Gjøvik 28 aprile 2019, ore 14:00 | Gjøvik Swans | 37 – 48 | Oslo Vikings 2 | Vind Idrettsplass |

#### 3ª giornata
| Lade 4 maggio 2019, ore 14:00 | NTNUI Nidaros Domers | 35 – 0 (a tavolino) | Oslo Vikings 2 |  |

| Sand 5 maggio 2019, ore 14:00 | Sand Falcons | 38 – 22 | Tønsberg Raiders | Olaløkka Stadion |

| Fredrikstad 5 maggio 2019, ore 15:00 | Fredrikstad Kings | 18 – 27 | Gjøvik Swans | Kongstenbanen |

#### 4ª giornata
| Ålesund 11 maggio 2019, ore 14:40 | Ålesund Phoenix | 14 – 46 | Lillestrøm Starfighters |  |

| Tønsberg 11 maggio 2019, ore 14:00 | Tønsberg Raiders | 44 – 20 | Åsane Seahawks |  |

| Sand 12 maggio 2019, ore 14:00 | Sand Falcons | 16 – 20 | Kolbotn Hunters | Olaløkka Stadion |

#### 5ª giornata
| Åsane 18 maggio 2019, ore 13:00 | Åsane Seahawks | 14 – 20 | Haugesund Hurricanes | Rollan |

| Gjøvik 19 maggio 2019, ore 14:00 | Gjøvik Swans | 34 – 36 | Lillestrøm Starfighters | Vind Idrettsplass |

| Ålesund 19 maggio 2019, ore 15:00 | Ålesund Phoenix | 16 – 27 | NTNUI Nidaros Domers |  |

#### 6ª giornata
| Sofiemyr 25 maggio 2019, ore 14:00 | Kolbotn Hunters | 6 – 0 | Haugesund Hurricanes |  |

| Ålesund 25 maggio 2019, ore 15:00 | Ålesund Phoenix | 40 – 20 | Fredrikstad Kings |  |

#### 7ª giornata
| Fredrikstad 1º giugno 2019, ore 14:00 | Fredrikstad Kings | 6 – 50 | Oslo Vikings 2 | Kongstenbanen |

| Lillestrøm 1º giugno 2019, ore 14:00 | Lillestrøm Starfighters | 18 – 26 | NTNUI Nidaros Domers | Vigernesjordet |

| Tønsberg 2 giugno 2019, ore 14:00 | Tønsberg Raiders | 42 – 14 | Kolbotn Hunters |  |

#### 8ª giornata
| Oslo 8 giugno 2019, ore 14:00 | Oslo Vikings 2 | 48 – 33 | Ålesund Phoenix | Frogner Stadion |

| Sand 8 giugno 2019, ore 14:00 | Sand Falcons | 52 – 6 | Åsane Seahawks | Olaløkka Stadion |

| Lade 9 giugno 2019, ore 14:00 | NTNUI Nidaros Domers | 15 – 26 | Gjøvik Swans |  |

#### 9ª giornata
| Lillestrøm 16 giugno 2019, ore 14:00 | Lillestrøm Starfighters | 53 – 14 | Fredrikstad Kings | Vigernesjordet |

| Haugesund 16 giugno 2019, ore 14:00 | Haugesund Hurricanes | 35 – 20 | Åsane Seahawks |  |

| Sofiemyr 16 giugno 2019, ore 14:00 | Kolbotn Hunters | 8 – 28 | Sand Falcons |  |

### Classifica
La classifica della regular season è la seguente:
- PCT = percentuale di vittorie, G = partite giocate, V = partite vinte,  P = partite perse, PF = punti fatti, PS = punti subiti

#### Girone Nord
| Pos. | Squadra                 | PCT  | G | V | N | P | PF  | PS  |
| ---- | ----------------------- | ---- | - | - | - | - | --- | --- |
| 1    | Lillestrøm Starfighters | .800 | 5 | 4 | 0 | 1 | 191 | 124 |
| 2    | NTNUI Nidaros Domers    | .800 | 5 | 4 | 0 | 1 | 137 | 68  |
| 3    | Oslo Vikings 2          | .600 | 5 | 3 | 0 | 2 | 182 | 149 |
| 4    | Gjøvik Swans            | .600 | 5 | 3 | 0 | 2 | 166 | 123 |
| 5    | Ålesund Phoenix         | .200 | 5 | 1 | 0 | 4 | 109 | 183 |
| 6    | Fredrikstad Kings       | .000 | 5 | 0 | 0 | 5 | 66  | 204 |

#### Girone Vest
| Pos. | Squadra              | PCT  | G | V | N | P | PF  | PS  |
| ---- | -------------------- | ---- | - | - | - | - | --- | --- |
| 1    | Sand Falcons         | .800 | 5 | 4 | 0 | 1 | 146 | 62  |
| 2    | Tønsberg Raiders     | .600 | 5 | 3 | 0 | 2 | 148 | 106 |
| 3    | Haugesund Hurricanes | .400 | 5 | 2 | 0 | 3 | 95  | 92  |
| 4    | Kolbotn Hunters      | .400 | 5 | 2 | 0 | 3 | 60  | 100 |
| 5    | Åsane Seahawks       | .200 | 5 | 1 | 0 | 4 | 74  | 163 |

## Verdetti
- Sand Falcons ammessi alla wild card di Eliteserien